# Багва
Багва́ (до 1918 року Бава-Серебряна) — село в Україні, в Буцькій селищній громаді Уманського району Черкаської області. Розташоване на обох берегах річки Багва (притока Срібної) за 29 км на північний схід від селища Маньківка. Населення становить 415 осіб (станом на 1 січня 2021 р.).

## Назва
Назва походить від українського діалектного слова багва «мокра заболочена рівнина», «мокре місце між двома горбами». Існує й інша версія, що село походить від прізвища козака Бава, який першим поселився тут зі своїм зятем Серебряним. До 1918 року село мало назву Бава-Серебряна.

## Історія
На території Багви виявлено залишки поселення черняхівської культури II—V століть нашої ери.
Село відоме з середини XVIII століття, але річка Багна згадується за століття перед тим, у 30-х роках XVII століття. Важливою історичною подією був бій біля річки Багва вночі 19 січня 1655 року. У долині між двома пагорбами билися протягом чотирьох днів численні татарські, польські, російські війська та загони Богдана Хмельницького. Ця битва ввійшла в історію як «Дрижипільська».
У 1764 році в Багві сокальським протопопом Левом Пліскевичем освячена дерев'яна церква святителя Христового Миколая.
У 1775 році в селі було «141 дворів і хат».

У 1795 році Багва належало графу Потоцькому. В «Интабулярных ведомостях о принадлежности сел графу Потоцкому» 1795 року записано, що на той час у Багві значилося 
|  | крестьян: мужчин 188, женщин 142, домов 103. |

 Воно було в оренді в поміщиці Павлини Чарковської. На цей час у селі було 3174 десятини землі.

У 1830 році землі села Багва й 360 «ревізійних душ» належали польському землевласникові Олександрові Чарковському. Дослідник Лаврентій Похилевич у 1864 році занотував: 
|  | Багва, село при истоках ручья того же имени, в 5-ти верстах от села Ризина. Жителей обоего пола 1042, земли 3174 десятин. Принадлежит Наплине Чарковской (латинского исповедания. Ей принадлежит половина Жашкова). Церковь Николаевская, деревянная, 6-го класса; земли имеет 39 десятин; построена неизвестно в каком году. |

У 1900 році село з довколишніми землями — 2485 десятин належало поміщику Веніаміну Івановичу Баскакову, було 288 дворів, 866 чоловіків, 819 жінок. На той час тут діяла православна церква, була каплиця, церковноприходська школа, винокурня, 6 вітряків та два водяних млини, аптека, хлібний магазин.
У 1905 році Багва входила до Русалівської волості, Уманського повіту Київської губернії, у землекористуванні населення було 1922 десятини; дворів на той час значилося 322. У 1913 році в селі мешкало 1644 особи; діяла церковно-приходська школа; працювали два магазини «Бакалія» та винна лавка.
У 1929 році створено два колгоспи — ім. Паризької Комуни та ім. Т. Шевченка (керівники П. Й. Гончар, Т. В. Кирилюк). Господарство мало трактор «Фордзон», 400 коней, 80 волів, 150 плугів і культиваторів, 3 молотарки. Організована молокоферма, де стояло біля ясел 50 корів. Першими доярками були Сокіл Ольга та Юрченко Одарка, а трактористами — Залізний Терешко і Вузівський Іван.
У 1931 році відкрито новозбудовану школу на 300 учнів. Першим директором був Терлецький Михайло Олександрович, а перші вчителі — вихідці із села: Коваль Антон Іванович та Бабій Олександр Михайлович. Під час Другої світової війни школа була напівзруйнована, але відбудована і діє нині.
200 жителів села брали участь у Другій світовій війні, 84 із яких загинули, 93 відзначені орденами і медалями. 5 березня 1944 року під час прориву фронту в ході Умансько-Ботошанської операції село було відвойоване у нацистів військами Червоної армії.
У 1951 році на братській могилі встановлено пам'ятник загиблим. Тут поховані захисники та визволителі села (2 офіцери та 29 сержантів і рядових), відомі прізвища 27. У роки окупації (1941—1943) підпільну групу в Багві очолив учитель школи Олександр Михайлович Бабій. Його сестра, акушерка дільничної лікарні Ніна Михайлівна Бабій, надавала пораненим радянським солдатам медичну допомогу, а в роки окупації — проводила антинацистську пропаганду серед населення. Ця маленька підпільна групка виникла в травні 1943 року, а в грудні того ж року її викрито й усіх учасників гестапівці стратили, а О. М. Бабія закатували в камері Буцької жандармерії в 1944 році.
У 1967 році в селі в 461 хаті мешкало 1311 чоловік. До послуг жителів були клуб на 210 місць, продовольчий магазин, початкова восьмирічна школа, дитячий садок, фельдшерсько-акушерський пункт, буфет, побутовий комбінат, бібліотека з фондом 9,4 тисяч книг, відділення зв'язку, ощадна каса. Колгоспники придбали 147 велосипедів, 13 мотоциклів та автомобіль, 4 телевізори. Колгосп «Комуніст» мав в користуванні 2077,4 га сільськогосподарських угідь, у тому числі 2012,6 га орної землі. В господарстві вирощували зернові і технічні культури, було розвинуте м'ясо-молочне тваринництво.

## Сучасність
Нині в селі діють Будинок культури на 250 місць, сільська бібліотека, загальноосвітня школа І-ІІ ступенів, дитячий дошкільний заклад «Барвінок» на 50 місць, фельдшерсько-акушерський пункт, поштове відділення зв'язку, філія Ощадного банку, приватна аптека, чотири приватних магазини, сільськогосподарське підприємство ТОВ «Багва», п'ять селянсько-фермерських господарств.
За багаторічну працю в сільському господарстві та досягнення високих результатів нагороджені:
- орденом Леніна — свинарка Носаль Лідія Максимівна;
- орденом «Знак Пошани» — Драченко Євгенія Григорівна, Горошко Петро Єрофійович, Дерчук Ганна Петрівна, Залізна Лідія Микитівна, Пастушенко Степан Ананійович, Поштаренко Галина Дмитрівна.

Село телефонізовано та радіофіковано.

## Персоналії
- Євич Василь Павлович (1930—1994) — український художник.

- Солдатов Володимир Петрович – український художник, педагог, член Національної спілки художників України (1990). Народився 10.01.1950 р.,  с. Багва. У 1956 р. переїхав з батьками до Чернівців. Навчався у Харківському художньому училищі на художньо-педагогічному факультеті. Викладав рисунок і живопис у Чернівецькій дитячій художній школі. Працював в галузі станкового малярства, автор чернівецьких і карпатських краєвидів, натюрмортів, композицій. З 1987 р. – учасник всеукраїнських виставок, мав декілька персональних виставок (1993, 1995, 1996, 2005) . Автор численних робіт: «Срібні сіті», «Амфора», «Крилатий сфінкс», «Козацька могила», «Чумацький шлях»,«Полудень», «Постаті в червоному» «Останній дивак», «Танець дикої хвилі», «Старе місто», «Променисте повітря»… Одну з виставок  присвятив світлій пам’яті дружини Дарини, теж художниці. Помер 24.06.2009 р. Юхим Гусар.